# Station Marmande
Station Marmande is een spoorwegstation in de Franse gemeente Marmande. Het wordt bediend door treinen van het netwerk TER Nouvelle-Aquitaine op het traject Bordeaux - Agen.